# NGC 6907

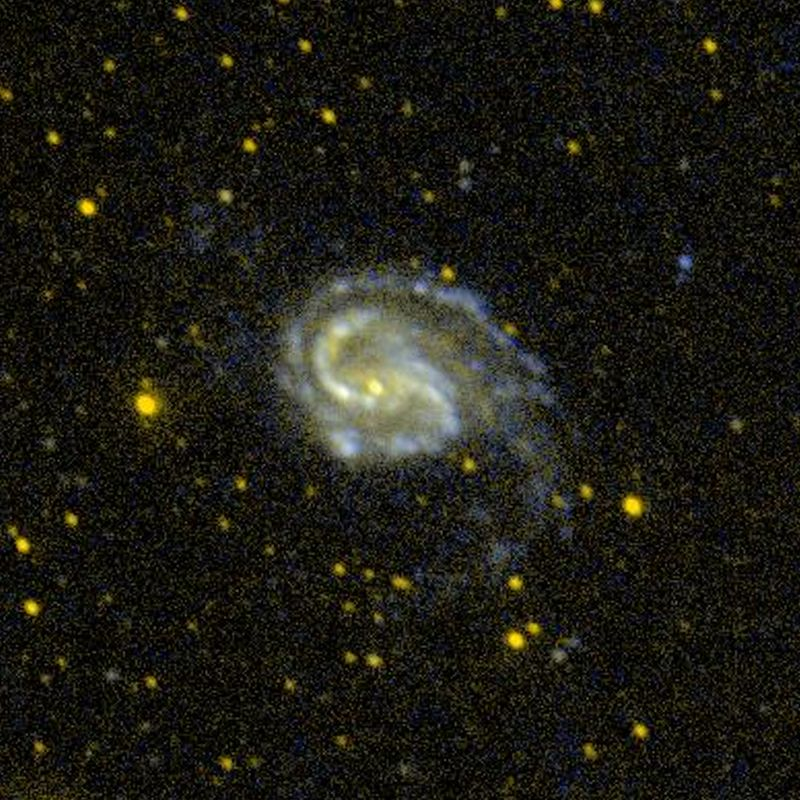
Hình ảnh của NGC 6907

NGC 6907 là tên của một thiên hà xoắn ốc nằm trong chòm sao Ma Kết. Khoảng cách của nó với trái đất của chúng ta là khoảng xấp xỉ 120 triệu năm ánh sáng với kích thước biểu kiến là của nó là 115000 năm ánh sáng. Vào ngày 12 tháng 7 năm 1784, nhà thiên văn học người Anh gốc Đức William Herschel đã phát hiện ra thiên hà này. Tổng độ sáng hồng ngoại của thiên hà này là gấp 1011,03 lần độ sáng mặt trời và vì vậy nó được phân loại là thiên hà có độ sáng hồng ngoại cao.
Nó là một thiên hà xoắn ốc hoàn mỹ với hai nhánh xoắn ốc chính. Nó còn có một điểm phình hình elip mà hơi nghiêng về phía của nơi bắt đầu của các nhánh xoắn ốc. Các nhánh xoắn ốc ở bên trong thì sáng với những đốm sáng và nó tạo thành một thanh chắn. Các nhánh xoắn ốc của nó còn có một vài làn bụi. Đĩa thiên hà của thiên hà này thì bất đối xứng.
NGC 6907 là thiên hà thành viên nổi bật trong một nhóm thiên hà nhỏ tên là NGC 6907 hay LGG 436. Các thành viên khác của nó là NGC 6908, IC 4999 và IC 5005. Ngoại trừ NGC 6908 đang có sự tương tác thiên hà với NGC 6907 thì IC 4999 và IC 5005 nằm cách NGC 6907 lần lượt là 61' và 74'.
Có 4 siêu tân tinh được quan sát là nằm trong thiên hà này trong 35 năm gần đây là SN 1984V (cấp sao là 15.0), SN 2004bv (loại Ia, cấp sao là 15.6), SN 2008fq (loại II, cấp sao là 15.4) và SN 2014eh (loại Ic, cấp sao là 16.0).

## Dữ liệu hiện tại
Theo như quan sát, đây là thiên hà nằm trong chòm sao Ma Kết và dưới đây là một số dữ liệu khác:
Xích kinh 20h 25m 06.6s
Độ nghiêng −24° 48′ 33″
Giá trị dịch chuyển đỏ 0.010614 ± 0.000013 
Cấp sao biểu kiến 11.1
Vận tốc xuyên tâm 3,182 ± 4 km/s
Kích thước biểu kiến 3′.3 × 2′.7
Loại thiên hà SB(s)bc 